# Émeute du 20 juillet 2014 à Sarcelles
L'émeute du dimanche 20 juillet 2014 à Sarcelles désigne des déprédations antisémites dans un centre commercial d'une ville de banlieue parisienne à forte population juive, après la dispersion d'un rassemblement statique organisé près de la gare RER, à un kilomètre de là, contre guerre de Gaza. Interdit, il avait réuni environ 500 personnes selon la police et les organisateurs.
Pendant près de deux heures, jusqu'aux environ de 19 heures, à seulement quelques dizaines de mètres d'une synagogue, protégée par des cars de CRS, de nombreuses entreprises de Sarcellois, Juifs et non-Juifs, ont été attaquées et pillées par des émeutiers, pour certains armés de barres de métal et de gourdins en bois. Le gouvernement révèle le lendemain qu'un tract anonyme retrouvé dans un abribus avait appelé précédemment à une "descente" dans le quartier juif de la ville avec des armes blanches.
Le lendemain, le gouvernement dénonce fermement l'antisémitisme de l'émeute. Certaines informations de presse erronées seront corrigées par la suite, comme celle d'une synagogue "en partie incendiée" et d'un "commissariat attaqué". Sur la vingtaine de personnes arrêtées pendant et après la fin de l'émeute, quatre sont mineures et quatre sont condamnées en comparution immédiate à de la prison ferme pour port d'arme ou attaque de la police.
Les organisateurs du rassemblement, qui le voulaient "pacifique", mettent de leur côté en cause le rôle joué par une contre-manifestation, elle aussi interdite, annoncée le même jour à Sarcelles par la Ligue de défense juive (LDJ), impliquée le dimanche précédent dans une échauffourée avec des jeunes revenant d'une autre manifestation contre guerre de Gaza, s'étant dispersée moins d'un demi kilomètre plus loin. La LDJ a de son côté rappelé qu'à Sarcelles, le jour de l'émeute, les forces de l'ordre étaient en sous-effectif, et une enquête de Médiapart précisé qu'elles étaient disposées au délà de l'entrée du centre commercial vandalisé, sans pouvoir assurer sa protection.

## Lieu et durée de l'émeute
L'émeutes du 20 juillet a lieu dans une ville de banlieue parisienne du Val d'Oise, où la communauté juive représente un cinquième à un quart des de 61000 habitants. Sur l'ensemble du pays, une croissance de 700 % de l'antisémitisme a été déplorée depuis les années 1990, selon un groupe de surveillance,  avec un nombre d'insultes, harcèlement et agressions physiques plus élevé que la moyenne européenne.
Selon Arié Alimi, juif qui a grandi à Sarcelles et revient régulièrement voir sa famille qui y habite, par ailleurs avocat de deux des Sarcellois jugés en comparution immédiate,deux jours après le drame, il ne s'agit pas "d'émeutes antisémites au sens propre du terme mais d'actes antisémites en débordement de la manifestation" qui avait eu lieu avant. Interdite l'avant-veille par le maire de la ville, avait réuni 500 personnes à un kilomètre de là, à la gare RER de Garges-Sarcelles, de 15 heures à 15 heures 45. A la dispersion de ce rassemblement statitque, une partie des manifestants a pris la direction de la synagogue et commencé vers 16h54 des pillages et déprédations, les affrontements avec la police ne prenant fin qu'un peu avant 19 heures.

## Contexte

### Contexte géopolitique
Les événements de Gaza ont suscité de l'émotion en France, notamment au sein de la population française d'origine arabe, selon des groupes de gauche radicale et postcoloniale et par les médias de droite . 
La presse observe un "embarras international face à l'escalade à Gaza"  et que le soutien inconditionnel de François Hollande à Israël "a créé des vagues jusqu'au sein du PS", dans le cadre d'errements plus larges de la diplomatie française . En France, des manifestations sont prévues pour décourager le gouvernement israélien d'"enclencher des opérations terrestres" ce qui inquiète dans la communauté juive, suscitant la demande du Crif "d'interdiction des manifestations en faveur du Hamas" ou perçues comme telles.

### Contexte universitaire
Le contexte universitaire est marqué par des épisodes tendus le mois précédent entre les collectifs Palestine et l'Union des étudiants juifs de France (UEJF), qui en novembre 2023 demande à l'administration de l'IEP Paris d'interdire "l’organisation d’un checkpoint" simulé "devant la cafétéria", au cours duquel des étudiants "déguisés en soldats israéliens" demandent "les cartes étudiantes des élèves avant de les laisser passer". L'UEJF échoue ensuite en mars à faire interdire, dans le même IEP Paris, la "participation à une campagne illégale" pour le boycott d'Israël. Le même mois elle organise "Avoir 20 ans en Israël", un "tour de France" des grandes écoles et d'universités par une dizaine d'Israéliens francophones, avec l'association What Israël, qui combat le mouvement international BDS (Boycott, désinvestissement, sanctions) lancé en 2005 par plus d'une centaine d'ONG palestiniennes. Les visiteurs ont été selon l'UEJF violemment pris à partie le 14 mars, par des membres du collectif Palestine de l'université de Saint-Denis (Seine-Saint-Denis), qui deux ans plus tôt avait vu son colloque sur Israël, jugé controversé", annulé et estime "qu'avoir 20 ans en Israël, c'est effectuer son service militaire dans l'armée d'occupation". A 17 heures, la sécurité intervient, les tables sont démontées, les jeunes Israéliens partent. L'UEJ dénonce 4 jours après des "menaces antisémites et antisionistes" lors de cet incidentSacha Reingewirtz, son président, soulignant 8 jours après dans Le Monde qu'ailleurs "les débats ont pu être vifs" mais "constructifs", tandis que le collectif Palestine propose de participer à un débat avec l'UEJF, mais avec la présence d'universitaires. Selon l'UEJF, les jeuns israéliens avaient été "reçus avec des slogans haineux" à Saint-Denis, mais "la rencontre s’est très bien passée à l'IEP Paris.

### Manifestations autorisée du 13 juillet, de Barbès à Opéra
Le 13 juillet 2014, quelques jours après le début des événements de Gaza, une manifestation en soutien aux Palestiniens, autorisée, réunit 7000 personnes selon la policeet quatre fois plus selon les organisateurs. Partie de Barbès Rochechouart, se disperse vers 17h. Vers 17h30, ou 18h selon les sources, des participants et des groupes de défense juifs se "sont affrontés", avant de s'accuser "mutuellement d'avoir allumé la mèche",.
La plupart des témoignages sont collectés par la presse les trois jours suivants,, en révélant que métro Bastille avait été fermé le jour de la manifestation, obligeant lors de sa dispersion à recourir métro Voltaire, située au bout de la rue de la Roquette, reliant les deux stations, et qui héberge au numéro 84, à un demi-kilomètre du métro Bastille, la Synagogue Don Isaac Abravanel, où un événement de prières pour la paix en Israël avait réuni 300 à 400 personnes , annoncé le jeudi précédent et maintenu sur conseil de la préfecture malgré l'inquiétude du président de cette synagogue et la présence de militants de la Ligue de défense juive (LDJ) et du Betar venus protéger la prière. 
Le soir-même, une manifestation pro-palestinienne prévue à Lille le lendemain  est interdite en raison de la fête nationale mais pas partout, un communiqué du premier ministre Manuel Valls parle de violences "aux abords des synagogues", et une tribune dans Le Monde de l'avocat Arno Klarsfeld dénonce un "antisémitisme de rue", sans donner de détails. Le lendemain François Hollande déclare que "le conflit israélo-palestinien ne peut pas s'importer" lors de son allocution du 14 juillet, le nouveau grand rabbin de France, Haïm Korsia, donne un entretien à Libération dénonçant une "une foule complètement hystérique et dangereuse", avec "les mêmes mots de haine qu’on a entendus dans la manifestation", haine qui "n'est "pas liée à ce qui se passe à Gaza", en expliquant que 'des groupes de manifestants ont voulu converger vers la synagogue de la rue des Tournelles", empêchés par police, puis "sont allés ensuite à la synagogue de la rue de la Roquette pour l’attaquer avec une grande violence" et où "le premier choc a été encaissé par les services de protection de la communauté (...) le temps que la police arrive, et Christian Estrosi, député-maire de Nice affirme à l'Assemblée nationale que la République est "en danger". Dans sa ville, 350 personnes avaient la veille occupé la place Garibaldi de façon pacifique durant deux heures. La préfecture annonce vouloir interdire la prochaine manifestation propalestinienne alors qu'émergent des événements Facebook rassemblant des milliers de personnes, où revient l'idée de ne pas "abandonner le terrain aux extrémistes juifs",. Six policiers ont été "légèrement blessés" et huit personnes interpellées après le 13 juillet, cinq envoyées en correctionnelle et une condamnée à quatre mois de prison ferme, une source policière parlant de "quelques dizaines" de personnes impliqués au total dans des jets de projectiles "autour de la place de la Bastille".

#### Inquiétudes pour la synagogue de la rue des Tournelles
La veille de la manifestation du 13 juillet, beaucoup en parlent sur Twitter, dont un sous le pseudo "Israel Kahane" du nom de Meir Kahane, fondateur de la LDJ. Selon témoin, vers 17h30 la manifestation a "été pris à partie par un attroupement d'individus casqués et armés de bâtons criant "sales nègres, sales arabes", une vidéo diffusée le surlendemain sur YouTube montrant des membres de la LDJ échanger insultes et projectiles avec des dizaines de manifestants, qui finissent par les charger puis doivent refluer en raison de la présence des CRS, dont un cordon s'interposait entre le parcours de la manifestation et la mosquée. Les manifestants auraient reçus insultes et projectiles comme semblent l'indiquer témoignages et images vidéos.

#### Inquiétudes pour la synagogue de la rue de la Roquette
Quelques minutes après, ou vers 18h00, selon les sources, une autre altercation a éclaté, entre manifestants et police, à "300 mètres" de  cette synagogue, selon son président Serge Benhaïm, resté devant durant tout l'épisode, qui avait les jours précédents "été voir les forces de l'ordre" pour leur demander de "changer la trajectoire du défilé pro-palestinien" ou "de l’écourter", le jugeant "dangereux", afin qu’il arrive "loin" de la synagogue, où un événement avait été décidé le jeudi et diffusé sur Facebook. 
La préfecture, après avoir parlé avec l'équipe de la LDJ, a "déconseillé de l'annuler" car il était trop tard, a t-il précisé sur itélé quelques jours après. Selon cette source, les CRS sécurisaient les pourtours de 150 mètres à droite à 150 mètres à gauche de la synagogue, et on recouru à des grenades lacrymogènes. Selon lui, les 40 jeunes du service de sécurité disposés devant la synagogue n'ont à aucun moment été à la recherche de la manifestation, ni été en contact visuel avec les manifestants, car les CRS étaient entre les deux, mais des jeunes sont arrivés de la place voltaire, obligeant les militants de la LDJ à casser des chaises et des tables pour les faire reculer.
France24 publie une photo montrant "des échauffourées" d'une vingtaine de personnes, au corps à corps, au pied d'un bâtiment sans entrée. La police entreprend après 18h30 de les séparer et par prudence n'évacue les 400 fidèles dans la synagogue, très inquiets, que vers 20h45. "Aucun incident" n'avait été signalé jusque là, précise l'enquête de France24, mais un groupe de manifestants a, peu avant, dû renoncer à aller en direction d'une autre synagogue, située elle aussi à un demi-kilomètre du même métro Bastille fermé, au 25 rue rue des Tournelles, proche du métro chemin vert. Ce groupe a en effet été "rapidement détourné par les forces de l’ordre à coup de gaz lacrymogènes".
Des manifestants sont arrivés "avec des foulards palestiniens noués sur la tête et des bâtons", selon un riverain trois jours après à France 24. Un témoignage a parlé de plusieurs centaines de manifestants marchant en direction de la synagogue en criant "Israël assassin" et "À mort les juifs",, certains tentant d'y pénétrer , mais démenti par le celui du président de la Synagogue. Un an après, un témoignage anonyme répète dans le magazine américain Vanity Fair que des centaines de protestataires palestiniens, après un bref arrêt dans une synagogue vide, "se précipitèrent, munis apparemment de barres de fer, de haches et de drapeaux, en direction de la rue de la Roquette", mais il est de nouveau démenti par le président de la Synagogue, via une interview au journal anglais The Daily Telegraph, tout comme Michel Gugenheim, à l'époque Grand Rabbin de Paris, cité dans la version "totalement fausse" de Vanity Fair. Il n'y a "pas eu de mouvement" avait déjà assuré le président de la synagogue juste après les faits, se distant "témoin permanent"  de ce qui s'est passé.

#### Manifestations interdite du 19 juillet, de Barbès à Opéra
Cela conduit à des manifestations interdites, dans un contexte de tensions notamment à Paris dans le quartier Barbès ,, la veille de celle de Sarcelles.

## Appels à manifester le 20 juillet et interdiction
La manifestation du dimanche 20 juillet 2014 a réuni 300 à 500 personnes selon les sources, se voulant "manifestation pacifique", en "soutien au peuple de Palestine", organisée à 15 heures devant le quai de la gare RER de Garges-Sarcelles près de laquelle sera cependant trouvé, un tract anonyme dans un abribus, appelant à venir armés d'"extincteurs, de matraques et de mortiers" pour une "descente au quartier juif à Sarcelles", l'existence de tract n'étant révélée qu'après les émeutes. Un "collectif des habitants de Garges-Sarcelles" commence à parler de la manifestation sur les réseaux sociaux le 14 juillet. Dès le lendemain, le bureau national de vigilance contre l'antisémitisme (BNVCA) publie sur son site un communiqué en vue de faire interdire la manifestation, mais sans être suivi. La demande d'autorisation à la préfecture" émane de Nabil Koskossi, militant associatif de Sarcelles, et Boualem Snaoui, organisateur dès 2005 d'une "journée propalestinienne à Sarcelles" puis plusieurs fois candidat sans succès aux législatives de 2007 sous l'étiquette "Europalestine", avec 3% puis à celle de 2012 sous l'étiquette "Fase", obtenant 2,3%. Un mois avant les municipales de 2014, il avait été placé en garde à vue pour des images de vidéosurveillance le montrant collant des affichettes "STOP à la collaboration avec le terrorisme d'État israélien", par dessus les affiches de René Taieb, candidat socialiste Montmagny avec le soutien public du journaliste sportif Pierre Ménès, qui avait porté plainte trois semaines plus tôt pour «dégradation de ses affiches, et incitation à la haine raciale». Délégué départemental du Crif, René Taieb avait ensuite été décoré de la Légion d'honneur le 28 mai par le ministre de l'Intérieur Bernard Cazeneuve.
Parallèlement, la Ligue de défense juive (LDJ) de Jean-Claude Nataf, ex-habitué des défilés du 1er-Mai du Front national, "revendique la protection de la synagogue de Sarcelles et d'autres lieux de culte". Elle annonce sur son site l'organisation d'une manifestation pro-israélienne au même endroit et à la même heure que celle de . En réaction, le 18 juillet, le maire de Sarcelles François Pupponi annonce dans un communiqué qu'il interdit "tout rassemblement dimanche en lien avec le conflit au Proche-Orient". On apprendra après les émeutes que la décision a été prise à cause du tract anonyme mais aussi en "raison du profil des deux personnes qui avaient fait la demande". Le collectif organisateur affirmera avoir décidé d'annuler la manifestation, mais sur les réseaux sociaux, certains de ses membres invitent, jusqu'à la veille de l'événement, malgré l'interdiction, à se rassembler.

## Déroulement de l'émeute
Un peu avant 15h45, trois quart-d'heure après le début de la manifestation, celle-ci est toujours "pacifique", selon le préfet du Val d'Oise, Jean-Luc Nevache, et "se trouve toujours à l'opposé du centre-ville", aux abords de la gare RER, à un kilomètre de la grande synagogue, selon Médiapart, protégée par "plusieurs camions de CRS" qui "bloquent l'entrée du quartier", où sous les yeux de la police une voiture est brutalement prise à partie par la LDJ, selon une vidéo filmée depuis un balcon. A la gare RER, des manifestants reçoivent des SMS parlant d'une manifestation pro-israélienne autorisée devant la synagogue avec des membres de la LDJ. Une cinquantaine d'entre eux, en entraînant ensuite 200 selon la préfecture, prend "après la dispersion", rapidement la direction de la synagogue, renversant des poubelles et allumant pétards et fumigènes.
Une vidéo montre côté synagogue "plusieurs personnes" de la Ligue de défense juive (LDJ) munies de barres de fer. Selon son responsable à Sarcelles, patron d'une entreprise de sécurité, les forces de l'ordre sont alors en "sous-effectif", face aux cocktail molotov et subissent plusieurs blessés. Le climat de peur est observé "devant la principale synagogue", selon Le Figaro, oblige la police à bloquer aussi "l'accès" à celle de la ville voisine.
Devant celle de Sarcelles, les membres de la LDJ ont selon le New York Times formé une ligne avec des casques de motard comme armes et les groupes pro-palestiniens l'ont accusée d'avoir provoqué l'attaque en narguant les manifestants et en lançant des projectiles. Ces derniers se sont cependant lancés très tôt dans des pillages en série au centre commercial Les Flanades, proche de la synagogue, constatés dès 16H54. L'incendie qui y est déclenché dans une pharmacie tenue par une femme juive menace d'emporter les habitations au-dessus et une épicerie casher est détruite, alors qu'elle avait déjà été "visée par un attentat à la grenade en septembre 2012" par le groupe dit de "Cannes-Torcy", une cellule terroriste démantelée peu après.
En plus de violences contre les policiers et le mobilier urbain déjà constatées la veille à Paris dans le quartier arabe de Barbès, "des scènes de guérilla urbaine" sont observées par un syndicat de policiers, de très nombreux commerces et bâtiments  sont pillés, brûlés ou "mis à sac. Rails du tramway, boutique de téléphonie, banque, pompes funèbres, les déprédations se multiplient. Le lendemain, le gouvernement dénonce fermement la caractère antisémite de l'émeute. Certaines informations de presse erronées seront corrigées par la suite, comme celle d'une synagogue "en partie incendiée" et d'un "commissariat attaqué".

## Réactions

### Gouvernement
"Quand on s'approche d'une synagogue, qu'on brûle une épicerie" casher "on commet un acte antisémite. Les choses doivent être qualifiées", déclare devant les journalistes, venus en nombre, le lendemain, le ministre de l'Intérieur Bernard Cazeneuve, qui sur BFM-TV, lit un tract retrouvé dans un abribus, parlant de "descente au quartier juif de Sarcelles". Le Premier ministre français Manuel Valls déclare au même moment, lui aussi, que ce "qui s'est passé à Sarcelles est intolérable : attaquer une synagogue ou une épicerie casher, c'est tout simplement de l'antisémitisme, du racisme". Le ministre de l'Intérieur, Bernard Cazeneuve, a déclaré que c'était la violence qui avait motivé l'interdiction, et non que l'interdiction avait motivé la violence.

### Opposition
Bruno Le Maire, alors candidat à la présidence de l'UMP, affirme, lui, ne pas confondre "la petite bande de voyous excités, radicalisés, extrémistes, antisémites, qui se sont livrés à des actes intolérables sur le territoire français à Paris ou à Sarcelles avec l'immense majorité de la communauté musulmane qui est touchée, blessée par ce qui se passe aujourd'hui à Gaza et qui l'exprime, mais qui l'exprime sereinement, tranquillement", en ajoutant que l'interdiction de manifester n'était "pas une bonne idée".
Quatre jours avant l'émeute, Christian Estrosi (UMP) avait souligné à l'Assemblée nationale que "plusieurs centaines de manifestants se sont rassemblées dans le centre-ville de Nice, malgré l'interdiction de la manifestation", et demande au Premier ministre de "saisir la justice" contre ceux qui scandaient selon lui "Israël, assassin" ou "Nous sommes tous des Mohamed Merah". Le surlendemain de l'émeute, il écrit dans Le Figaro que les propalestiniens "sont les mêmes» que ceux qui alimentent le djihad en Syrie".

## Arrestations et condamnations en justice
Dix-huit personnes quatre mineurs sont placées en garde à vue pendant et après l'émeute. La moitié viennent de Sarcelles et des communes voisines. Lors des comparutions immédiates, trois sont condamnées à de la prison, entre six et dix mois, pour "violences sur personne dépositaire de l'autorité publique" et "port d'arme" , une quatrième avec sursis, et un mineur à une amende, mais aucun pour « antisémitisme ». Trois autres ont été par ailleurs condamnés avec sursis pour leur participation à une émeute à Paris la veille. Le terme «émeute» n'est utilisé par la police ou les procureurs. Une épicerie casher ayant été incendiée, l'auteur de l'attaque a été reconnu coupable d'incendie criminel.